# 虹色侍
虹色侍（にじいろざむらい）は、日本の元2人組（ロット・ずま）のミュージシャン。2019年から2022年までUUUM株式会社に所属。現在は個々で活動中。メンバーの1人である「ずま」は2023年から2025まで株式会社STARBASEに所属。

## 概要
お題をもらって5秒で作る即興ソングを得意とし、そのクオリティがTwitter等SNSにて高く評価されている。
流行曲のアレンジやマッシュアップ、その場でもらった歌詞からオリジナルソングを作るなど、SNS時代にフィットした音楽へのアプローチは他のアーティストと一線を画す。

## 略歴
2012年2月4日 - ロットにより虹色侍の前身である5人組ポップロックバンド「京都虹色侍」結成。
2012年6月 - NAMAIKI.FMにてラジオ番組を配信。番組内で即興作曲コーナーを始める。
2013年5月 - 虹色侍にずまがキーボード担当として加入。
2014年9月 - 虹色侍のYouTubeを開設。
2015年5月 - メンバー脱退により、ロットとずまの2人組になった虹色侍がニコニコ生放送での配信を開始。
2015年6月 - ニコニコ生放送配信者のバランと出会う。のちに、バランは虹色侍の監修と動画編集を担当する。 
2018年10月 - 活動拠点を京都から東京に移す。
2019年4月 - UUUMに所属。
2019年9月 - ロットが体調不良を理由に休業。
2021年7月 - ロットが復帰を発表。
2023年5月 - ずまが本格的にアーティスト活動を開始
2023年11月 - ずまが株式会社STARBASEに所属

## メンバー

### ロット（ギター、ボーカル担当）
本名は阿曽 Roderick Jr（あそ ろでりっくじゅにあ）、1990年3月21日（35歳）。 
O型。京都府出身。 
- 父親は南米系アメリカ人、母親は日本人のハーフ。国籍は日本。

### ずま（ボーカル担当）
本名は東 光一（あずま こういち）、1991年7月4日（34歳）。
B型。京都府出身
所属 STARBASE（2023年11月）

## サポートメンバー

### バラン
ホラー動画実況の配信者であり、YouTubeクリエイターのマネジメント事務所役員。
2015年から2020年10月まで、虹色侍の監修と動画編集を担当。

### 二宮楽
作曲家、ギタリスト。2019年から虹色侍のスペシャルサポーターとして、楽曲編集、動画撮影及びロット不在時のギター伴奏を担当。

## 出演

### CM
- ライズTOKYO株式会社 ライズのマットレス Web CM - 2017年12月[4]
- ゆうちょ銀行　ゆうちょPayWebCM - 2019年4月[5]
- ピザーラ 2020冬カニのよくばりクウォーターWebCM - 2020年12月[6]
- ピザーラ 2020夏エビマヨのよくばりクウォーター WebCM - 2020年7月[7]
- バイク王 WebCM - 2021年7月[8]
- フォーエル大きいサイズの店 WebCM - 2022年11月15日[9]
- バイク王 TV CM - 2025年4月[10]

### 地上波TV
- ネット大百科2017（SBSテレビ） - 2017年1月21日
- オードリーさん、ぜひ会ってほしい人がいるんです。（中京テレビ） - 2017年3月12日、2017年3月19日[11]、2018年1月6日[12]、2018年2月3日[13]、2018年3月24日[14]、2018年6月7日[15]、2019年2月25日[16]、2019年8月5日[17]、2020年10月5日[18]
- マヨなか笑人（讀賣テレビ放送） - 2017年5月27日
- マンモスター（毎日放送） - 2017年7月4日
- 朝生ワイド す・またん！（読売テレビ・日本テレビ系） - 2017年12月20日
- おやかまっさん（KBS） - 2018年6月21日
- ヤバイかスゴイか カミヒトエ!（テレビ朝日） - 2019年1月5日、2019年5月2日
- 金返せショー（フジテレビ） - 2019年2月3日
- アオハルTV（フジテレビ） - 2019年2月10日
- あの人がいいねした一般人（テレビ朝日） - 2019年2月28日
- BSいきものがかり（フジテレビ） - 2019年5月7日[19][注 1]
- 脱力タイムズ（フジテレビ） - 2019年6月28日[注 2]、2021年1月15日[注 3]
- 行列のできる法律相談所（日本テレビ） - 2019年10月27日[注 4]
- 歌ネタゴングSHOW 爆笑!ターンテーブル - 2020年4月・2021年4月〜12月 ） (特番 第2回〜第7回 レギュラー 第1回・第4回・第8回・第10回) [注 5]
- ニノさん（日本テレビ）- 2020年6月21日[注 6]
- 内村のツボる動画（テレビ東京）- 2020年7月14日[20]
- ウチのガヤがすみません（日本テレビ）- 2020年9月8日[注 7]、2021年2月16日[注 8]
- 爆笑そっくりものまね紅白歌合戦スペシャル（フジテレビ）- 2020年9月19日[21][注 9]
- 林先生の初耳学（TBS）- 2020年9月27日[注 10]
- 千鳥の鬼レンチャン（フジテレビ）- 2020年10月9日[22]
- おしゃれイズム（日本テレビ）- 2020年11月15日[注 11]
- ものまね王座決定戦 - 2020年12月4日[注 12][23]
- めざましテレビ（フジテレビ） - 2021年2月26日[注 13]
- ヒルナンデス（日本テレビ）- 2021年3月26日[24]
- ビットワールド（NHK）- 2021年5月21日[25]
- よんチャンTV - 2021年8月20日[注 14]
- フリースタイルティーチャー (テレビ朝日) - 2021年8月24日[26]、2021年8月31日[27]
- ニンゲン観察バラエティ モニタリング（TBS） - 2021年12月16日[28]、2022年4月7日[29]
- 本家が聴かせてもらいます（テレビ東京） - 2021年12月16日[30]
- ノンストップ!『大忘年会！生披露スペシャル』（フジテレビ） - 2021年12月29日[31]
- うたつむぎ（フジテレビ）- 2022年1月9日[注 15]、2022年1月16日[注 16]
- キヨヅカライザー（テレビ朝日） - 2022年6月3日[32]、2022年6月10日[33]
- 「スゴさが分かる！前フリアカデミー」（テレビ朝日） - 2022年7月24日[34]
- プロジェクトV （日本テレビ）- 2022年9月29日[35][注 17]
- ヒロミ・指原の“恋のお世話始めました”（テレビ朝日）- 2023年5月25日[36]
- オケカゼ ～桶屋が儲かったのはその風が吹いたからだ～（フジテレビ） - 2023年6月16日[37]
- テレ東60祭！ミュージックフェスティバル2023 （テレビ東京）- 2023年11月15日[38]
- オールスター合唱バトル（フジテレビ） - 2023年12月28日[注 18][39]、2024年7月14日[注 19][40]、2024年12月29日[注 20][41]、2025年6月8日[注 21][42]
- プレミアMelodiX!(テレビ東京) - 2024年9月9日[43]

### インターネット番組
- アベマショーゴ（AbemaTV） - 2017年2月14日
- かさなるテレビ（チャンネルCCN） - 2018年4月26日
- 劇団さまぁ〜ず（GYAO!） - 2019年2月27日#17、2019年3月6日#18
- GENERATIONS高校TV（AbemaTV） - 2021年3月14日[44]
- ニューヨーク恋愛市場（AbemaTV）- 2021年11月9日[45]、2021年12月28日[46]
- 電波少年W 〜あなたのテレビの記憶を集めた〜い!〜第5回（WOWOWプライム） - 2021年3月22日
- KANSAIいこいこch 麺屋 極鶏 - 2022年3月5日[47]
- 僕たちの青人式 〜青春はまだ、終わっていない〜（Abema Special） - 2022年3月31日[48]
- ハラミちゃんのムチャブリセッション（BSJapanext）- 2023年3月4日[49]
- MTV PUSH Presents FUTURE ICONS（MTV）- 2024年7月27日[50][51]

### ラジオ
- OH! MY MORNING!（Radio NEO） - 2018年4月27日、2018年5月29日
- 笑活834（メディアスエフエム） - 2018年4月27日
- 夕刊ゴジらじ（NHK） - 2018年5月29日
- MUSIC GARAGE from NTP-ark（Radio NEO） - 2018年8月3日
- ON THE PLANET～Thursday Edition～（JFN） - 2021年11月5日[注 22]
- ひろしま こいラジ（ラジオ第1・広島県） - 2021年12月15日[注 23]
- NINE Radio（クロスFM）- 2023年1月6日[注 24][52]
- MAGIC JAM（ZIP FM）- 2023年5月16日[53]
- FAV FOUR（FM NACK5）- 2023年6月19日[54]
- DIVE TO THE NEW WORLD（J-Wave 81.3FM）- 2024年7月27日[55]
- side by side(interfm) - 2024年8月22日[56]
- 俺たちの人生旅行記(FMFUJI) - 2025年4月11日[57]

### イベント
| 年     | 月日     | イベント                                                                           | 会場                                                    |
| ------ | -------- | ---------------------------------------------------------------------------------- | ------------------------------------------------------- |
| 2017年 | 9月18日  | オトタノ                                                                           | 新宿ReNY                                                |
| 2018年 | 3月24日  | 中京テレビ番組祭り                                                                 | 中京テレビ本社 １号公園・高架下広場                     |
| 2018年 | 5月29日  | 名古屋城金シャチ海鮮市場 BEER&BBQライブ                                            | 名古屋城「金シャチ横丁」義直ゾーン内                    |
| 2018年 | 6月17日  | はぴふぁん                                                                         | 福山MUSIC FACTORY                                       |
| 2018年 | 7月14日  | 名古屋城金シャチ海鮮市場 BEER&BBQライブ                                            | 名古屋城「金シャチ横丁」義直ゾーン内                    |
| 2018年 | 8月4日   | UEDA TOWN SUMMER FESTA 2018                                                        | 植田公園                                                |
| 2018年 | 8月26日  | 瀬波温泉夏の夕日感謝祭2018                                                         | 瀬波温泉海岸中央広場                                    |
| 2018年 | 10月14日 | JOYOフェス                                                                         | 京都府立木津川運動公園                                  |
| 2019年 | 2月3日   | ひろしまフードスタジアム冬の陣                                                     | 旧広島市民球場跡地                                      |
| 2019年 | 3月10日  | 第5回かつしかふれあいRUNフェスタ                                                   | 堀切水辺公園                                            |
| 2019年 | 3月21日  | Bar On the Road 9th Anniversary Special LIVE                                       | 喫茶 路上/Bar On the Road                               |
| 2019年 | 3月25日  | 20th青二祭                                                                         | マイナビBLITZ赤坂                                       |
| 2019年 | 3月26日  | 劇団さまぁ〜ず旗揚げ公演                                                           | 草月会館                                                |
| 2019年 | 4月21日  | University Music Festa.2019 大阪                                                   | 服部緑地野外音楽堂                                      |
| 2019年 | 5月29日  | aoiroフェス                                                                        | 渋谷duo MUSIC EXCHANGE                                  |
| 2019年 | 6月2日   | 中標津ミュージックフェス                                                           | 中標津町総合文化会館                                    |
| 2019年 | 6月25日  | カロリーでバブリーなWバースデーライブ                                              | 渋谷REX                                                 |
| 2019年 | 7月24日  | i am cafe 5th anniversary party                                                    | club KNOT                                               |
| 2019年 | 7月29日  | プラザの夏祭り                                                                     | プラザイン水沢                                          |
| 2019年 | 8月19日  | ZUUUM 〜Monthly Creators Live〜 8月増刊号（虹色侍ファンミーティング）              | 新宿角座                                                |
| 2019年 | 9月7日   | ASUKAYAMA MUSIC FES 音の滝 vol.2                                                   | 飛鳥山公園                                              |
| 2019年 | 9月7日   | MUUUSIC vol.1                                                                      | SPACE ODD                                               |
| 2019年 | 10月6日  | JOYOフェス                                                                         | 京都府立木津川運動公園                                  |
| 2020年 | 3月16日  | TEE 24時間YouTubeライブ                                                            | Youtubeライブ                                           |
| 2020年 | 10月17日 | ASUKAYAMA MUSIC FES 音の滝 vol.3                                                   |                                                         |
| 2020年 | 11月27日 | はらかなこの「はら八分目」第三十四夜 〜はらずまの巻〜                              |                                                         |
| 2020年 | 11月22日 | 「たまひよ ファミリーパーク」                                                      |                                                         |
| 2020年 | 11月23日 | Be Choir presents「Possibility vol.3」                                             | 無観客ライブ（CLUB CITTA'）                             |
| 2021年 | 2月12日  | SOLALAND                                                                           | 新宿KeyStudio                                           |
| 2021年 | 3月28日  | はらかなこの「はら八分目」50回目大感謝スペシャル12時間配信ライブ                   | 無観客ライブ（Oji music lounge）                        |
| 2021年 | 5月2日   | てるまえ VOL.6                                                                     | 無観客ライブ（新宿ROTT）                                |
| 2021年 | 5月23日  | AION CARNIVAL in Hibiya                                                            | 日比谷野外大音楽堂                                      |
| 2021年 | 7月4日   | GACKT LAST SONG 2021feat.K                                                         | よこすか芸術劇場                                        |
| 2021年 | 8月14日  | ニコニコネット町会議2021                                                           |                                                         |
| 2021年 | 12月25日 | ［虹色侍 / HIPPY / はらかなこ / まきちゃんぐ］クリスマス！生配信LIVE！             |                                                         |
| 2021年 | 12月25日 | ニコニコ生放送「今こそ薪燃え -薪燃え24時間生放送2021-」                            |                                                         |
| 2021年 | 12月31日 | 第5回 ももいろ歌合戦 届け！希望の彼方へ                                            | 武道館                                                  |
| 2022年 | 6月4日   | まねびと                                                                           | ヒューリックホール東京                                  |
| 2022年 | 6月26日  | 武装戦線 THE REAL 作品展 - at 喫茶ブライアン -                                     | ニュー喫茶ポルカドット                                  |
| 2022年 | 6月25日  | YOKOHAMA MUSIC STYLE Vol.2～Guitar Trade Show～                                    | 横浜大さん橋ホール                                      |
| 2022年 | 8月29日  | my HERO Festival 2022                                                              | LINECUBE渋谷                                            |
| 2022年 | 9月17日  | 秋田 CARAVAN MUSIC FES 2022                                                        | 大館能代空港周辺ふれあい緑地                            |
| 2022年 | 10月1日  | おしゃべりキャット大阪公演                                                         | 心斎橋 VARON                                            |
| 2022年 | 10月8日  | おしゃべりキャット東京公演                                                         | 下北沢シャングリラ                                      |
| 2022年 | 10月15日 | ニコニコ超パーティ2022                                                             | さいたまスーパーアリーナ                                |
| 2022年 | 11月5日  | 姫音祭                                                                             | JR姫路駅北交流広場、城見台ストリートピアノ              |
| 2022年 | 12月17日 | 第２回炎上万博                                                                     | 豊洲PIT                                                 |
| 2023年 | 1月27日  | いくしまる万博2023                                                                 | KT Zepp Yokohama                                        |
| 2023年 | 2月5日   | 南川ある major debut Special Showcase                                              | ヒューリックホール東京                                  |
| 2023年 | 4月22日  | FooDFooDFooD2023                                                                   | 石岡イベント広場                                        |
| 2023年 | 8月13日  | 321夏祭り                                                                          | 豊洲PIT                                                 |
| 2023年 | 7月22日  | SAP presents「Possibility vol.5」                                                  | 川崎CLUB CITTA                                          |
| 2023年 | 8月14日  | コラボフェスティバルvo.1                                                           | 新宿ReNY                                                |
| 2023年 | 8月26日  | 青森県三沢まつり                                                                   | 三沢市アメリカ広場                                      |
| 2023年 | 9月1日   | ＜2nd.show＞Tokyo City Pop vol.1 "Portrait" Release Live                           | COTTON CLUB                                             |
| 2023年 | 9月9日   | BOSF2023 別府お湯掛け音楽フェス                                                    | 別府スパビーチ                                          |
| 2023年 | 9月16日  | アジアリーグアイスホッケー2023 開幕戦                                              | nepiaアイスアリーナ                                     |
| 2023年 | 10月28日 | 公開生放送「駿河台大学 presents HITS! THE TOWN SPECIAL」                           | 駿河台大学 講義棟1階3101教室                            |
| 2023年 | 10月29日 | 第6回姫音祭                                                                        | シロトピア記念公園                                      |
| 2023年 | 12月16日 | 1st Fan Meeting〜死に物狂い in TOKYO〜                                             | TimeOut Café & Diner                                    |
| 2023年 | 12月31日 | RIZIN.45                                                                           | さいたまスーパーアリーナ                                |
| 2024年 | 3月6日   | 『Giovanni Dream Gig』                                                             | 日本武道館                                              |
| 2024年 | 3月30日  | 日帰りツアー「都会を離れて自然を満喫したいな～編 in 山梨」                         | 山梨                                                    |
| 2024年 | 3月31日  | 日帰りツアー「人生に一度は参加してみたかったクルージングパーティーを開催するぞ編」 | LADY CRYSTAL                                            |
| 2024年 | 4月14日  | 尼フェス“ダンサーズエディション”2024                                               | あましんアルカイックホール                              |
| 2024年 | 4月28日  | ニコニコ超会議2024「超SANYO海物語ブース」                                          | 幕張メッセ国際展示場HALL5                               |
| 2024年 | 7月20日  | 虹色侍ずま 33rd BIRTHDAY LIVE「ゾロ目会2024 ~死に物狂いで感謝を伝えたい~」         | Shibuya Spotify O-nest                                  |
| 2024年 | 7月27日  | Visvilaa presents 〜Powerd by TV Live Rec〜                                        | 新宿LUMINE0                                             |
| 2024年 | 8月9日   | 弥彦村納涼音楽祭                                                                   | 弥彦競輪場                                              |
| 2024年 | 9月7日   | SUMMER MUSIC FES by MARRIOTT BONVOY                                                | LOBBY BAR (モクシー京都 1階)                            |
| 2024年 | 11月2日  | ESPエンタテインメント大阪「楽園祭」                                                | ESPエンタテインメント大阪                               |
| 2024年 | 11月3日  | 大阪観光大学「第19回 明光祭」                                                      | 大阪観光大学                                            |
| 2024年 | 11月23日 | ブラックフライデー スペシャル音楽ライブ                                            | 神戸ハーバーランドumie センターストリート1F中央特設会場 |
| 2024年 | 12月22日 | いせたちでクリスマス会                                                             | 伊勢丹立川店7階 催物場                                  |
| 2025年 | 2月24日  | 財部亮治ワンマンライブ                                                             | 初台DOORS                                               |
| 2025年 | 3月8日   | KIMIKA5大都市ツアー「aim tour」                                                    | Zepp Shinjuku                                           |
| 2025年 | 4月23日  | バイク王初のライダースミーティング「Enjoy BikeLife in 宮ヶ瀬」                     | 宮ヶ瀬湖畔                                              |
| 2025年 | 8月10日  | 「柳月杯第37回ばんえいグランプリ」（BG2）                                          | 帯広競馬場                                              |

## タイアップ

### 楽曲提供
| 提供先                                                      | 内容                                          | 時期           |
| ----------------------------------------------------------- | --------------------------------------------- | -------------- |
| AI-TV(フジテレビ)                                           | テーマソング担当                              | 2017年10月     |
| セガ 『JAEPO2020』(ジャパン アミューズメント エキスポ 2020) | アーケードタイトルラインナップムービー        | 2020年2月      |
| 中村優一の #HEROS CAFE                                      | 番組テーマソング 楽曲提供                     | 2020年2月      |
| 本田響矢                                                    | 「ひとりおもい」作詞作曲                      | 2020年5月30日  |
| ANIMAREAL / アニマリアル                                    | Guess the Anime Characters!!シリーズ 楽曲提供 | 2021年6月1日   |
| 新しいカギ(フジテレビ)                                      | 「FIFTEEN」の楽曲提供                         | 2021年7月2日   |
| らくじ会グループ                                            | らくじ会テーマソング歌唱＆楽曲提供            | 2021年12月13日 |
| kinko's Japan                                               | キンコーズ テーマソング                       | 2022年4月13日  |
| でんがん                                                    | 「たまる⭐︎クエスト」OP、ED楽曲提供            | 2022年8月21日  |
| 小林容器(株)                                                | 80周年記念ソング                              | 2022年10月7日  |
| 株式会社ハイボール                                          | 社歌                                          | 2022年10月7日  |
| 少林寺拳法グループ                                          | テーマソング リミックス                       | 2022年11月20日 |
| FIT PLACE24                                                 | CM楽曲提供                                    | 2023年8月      |
| YOKARO-MON                                                  | 「FAVORITE SONG」楽曲提供                     | 2023年5月6日   |
| REIKO                                                       | Debut Single 「BUTTERFLY」作詞作曲            | 2023年10月6日  |
| lol                                                         | 「チグハグLOVE」作詞作曲                      | 2023年11月15日 |
| yama                                                        | 「沫雪」作詞作曲                              | 2023年12月20日 |
| 9Lana                                                       | 「右ポケット」作詞作曲                        | 2023年12月20日 |
| yama                                                        | 「偽顔」作詞作曲                              | 2024年1月24日  |
| HIKKA                                                       | First Single「Drive」                         | 2024年5月15日  |
| MyM                                                         | 「ASOBOZE」                                   | 2024年5月22日  |
| ジャパネット                                                | グルメ定期便 OP楽曲提供                       | 2024年8月1日   |
| タッティ＆カイ                                              | 「はひふへホタテ」                            | 2024年10月30日 |
| IMP.                                                        | 「ミチシルベ」                                | 2024年11月18日 |
| 金子みゆ                                                    | 「ステンバイミー」                            | 2024年11月27日 |

### チャンネルタイアップ
| タイアップ先                                 | 内容                                                    | 時期             |
| -------------------------------------------- | ------------------------------------------------------- | ---------------- |
| nano communication Co., Ltd.                 | メッセージバード                                        | 2019年5月11日    |
| ゼスプリ インターナショナル ジャパン株式会社 | ゼスプリキウイ                                          | 2019年6月4日     |
| アクアクララ                                 | アクアファブ                                            | 2019年6月28日    |
| TBSテレビ                                    | ドラマ『Heaven？〜ご苦楽レストラン〜』                  | 2019年7月12日    |
| 森永製菓                                     | inゼリー エネルギーフローズン                           | 2020年7月25日    |
| Wondershare                                  | 動画編集ソフト「Filmora9」                              | 2020年7月31日    |
| テンセント                                   | ゲーム「聖闘士星矢ライジングコスモ」                    | 2020年9月20日    |
| 2020酒祭り実行委員会                         | 「酒祭り」                                              | 2020年10月3日    |
| フロアワTV                                   | 第8回フローズン・アワード「冷凍男子冷凍女子総選挙2020」 | 2020年10月～11月 |
| NHN JAPAN                                    | ゲーム「A.I.M.$」                                       | 2020年12月19日   |
| 丸美屋                                       | 混ぜ込みわかめ                                          | 2020年12月25日   |
| Daigasグループ（旧大阪ガス）                 | [ 179 ]                                                 | 2021年2月26日    |
| 株式会社オプテージ                           | 「mineo」                                               | 2021年4月30日    |
| ブリティッシュ・アメリカン・タバコ・ジャパン | 「AHA! オーラルソングコンテスト」                       | 2021年5月10日    |
| メガネの愛眼                                 | [ 182 ]                                                 | 2021年7月20日    |
| Dクリニック                                  | [ 183 ]                                                 | 2021年7月30日    |
| [Alexandros]                                 | 閃光「機動戦士ガンダム 閃光のハサウェイ」               | 2021年8月28日    |
| Befco 栗山米菓                               | 「渚あられ」                                            | 2021年9月4日     |
| NTTコミュニケーションズ                      | 「COTOHA® Translator」                                  | 2021年10月16日   |
| 株式会社グループセブ ジャパン                | 「取っ手のとれるティファール」                          | 2021年11月26日   |
| 白鶴酒造                                     | 白鶴まる 「えんやまる 歌つなぎ」                        | 2022年1月26日    |
| カラオケDAMチャンネル                        | [ 189 ] [ 190 ]                                         | 2022年2月        |
| 電気事業連合会                               | [ 191 ]                                                 | 2022年3月16日    |
| メガネカスタムショップ                       | [ 192 ] [ 193 ]                                         | 2022年4月        |
| クリネックス                                 | クリネックステシュー                                    | 2022年4月22日    |
| アマゾンジャパン合同会社                     | [ 195 ]                                                 | 2022年5月29日    |
| RE: MEMORY                                   | [ 196 ]                                                 | 2022年10月22日   |
| NetEase Games                                | 率土之濱-大三国志「甲子狼煙」                           | 2023年1月13日    |
| glico                                        | パピコｘラウンドワン「なめらカラオケ大会」              | 2023年7月18日    |
| RIZIN / Bellator MMA                         | 「超RIZIN.2」直前特番                                   | 2023年7月29日    |
| 三井住友銀行                                 | SMBCモビット                                            | 2023年9月15日    |
| .st（ドットエスティ）                        | ドットエスティフェス                                    | 2023年10月27日   |
| NURO光                                       | [ 202 ]                                                 | 2024年2月14日    |
| 株式会社ドワンゴ                             | The VOCALOID Collection（ボカコレ） 2024 Winter         | 2024年2月20日    |
| 出光興産                                     | apollostation（アポロステーション）                     | 2024年10月28日   |
| 原神                                         | 炎神マーヴィカトレーラーソング「Blazing Heart」         | 2025年1月8日     |
| 株式会社ニトリ                               | [ 206 ] [ 207 ]                                         | 2025年2月24日    |
| プリマハム株式会社                           | プリマの香薫                                            | 2025年5月1日     |
| 日本コカ·コーラ株式会社                      | 夢中全開                                                | 2025年5月2日     |

### アンバサダー等
- ラジオ配信アプリ「REC.」公式アンバサダー - 2019年12月 - 2020年3月
- Rock oN Companyトランスレスマイク聴き比べ＆インプレッション！ - 2023年6月14日[210]
- バイク王 公式アンバサダー - 2025年4月18日[211]
- ばんえい十勝　「ばんえいグランプリ応援大使」に就任　- 2025年6月[212]

### 雑誌
- 月刊オートバイ インタビュー記事掲載 - 2021年8月号

## 作品
| 作品                                                      | アーティスト                          | リリース       |
| --------------------------------------------------------- | ------------------------------------- | -------------- |
| LINE（即興）                                              | 虹色侍＆ゆゆうた＆晋平太 with TATSUYA | 2019年12月18日 |
| ボクのちいさなカラオケ                                    | ずま（虹色侍）                        | 2020年12月18日 |
| MUSASHI（『メガトン級ムサシ』オープニング曲）             | ずま                                  | 2021年11月17日 |
| T.F.O.A./クローズ                                         | feat. AK-69, ずま                     | 2022年8月5日   |
| ああだのこうだの（THE VIDEOテーマソング）                 | ゆゆうたｘ虹色侍（ずま）              | 2023年1月1日   |
| Higher（東北楽天ゴールデンイーグルス 辰己涼介選手登場曲） | ほーみーずｘずま                      | 2023年4月4日   |
| REIMAGINED - EP                                           | ずま                                  | 2023年5月10日  |
| パラレル（『オケカゼ』オープニング曲）                    | ずま                                  | 2023年6月9日   |
| メルト feat. May J.                                       | ずま                                  | 2023年7月21日  |
| エンドレスホープ                                          | ずま                                  | 2023年10月13日 |
| 迅雷（RIZIN公式応援ソング）                               | ずま                                  | 2023年12月15日 |
| gene - EP                                                 | ずま                                  | 2024年1月17日  |
| もう一回！(SANYO海物語応援ソング)                         | ずま・MattCab・MATZ                   | 2024年3月13日  |
| 末代                                                      | ずま                                  | 2024年7月3日   |
| 夏なんだもん                                              | ずま                                  | 2024年8月7日   |

### 参加楽曲
| 作品 | リリース       |
| --- | -------------- |
| 今福マサミチ「Very Merry Christmas feat.misono & 虹色侍(ずま) & よかろうもん」（TBS「王様のブランチ」12月度エンディングテーマ） | 2020年11月25日 |
| 「あの夜 / 晋平太 feat.ずま(虹色侍) 」（アルバム 042-958-XXXX 収録 ）                                                           | 2020年11月25日 |
| 犬も食わねぇよ。「Whenever I Am (feat. 虹色侍 ずま) 」                                                                          | 2021年9月23日  |
| THE SILENT DOG ｢SUN｣ ゲストコーラス                                                                                             | 2023年4月24日  |
| はらかなこ「Blind Touch feat.虹色侍ずま」(Tokyo City Pop“Portrait”Produced by KANAKO HARA)                                      | 2023年6月7日   |
| マイキ「一生分のアイラブ」2nd.Chorus                                                                                            | 2023年8月10日  |
| ドズル社テーマソング「グッジョイ！」                                                                                            | 2024年9月14日  |